# 劇場版 無敵鐵金剛 / INFINITY
《劇場版 無敵鐵金剛 / INFINITY》（マジンガーZ / INFINITY）是日本漫畫家永井豪創作的《無敵鐵金剛》系列推出的動畫電影，是為了紀念永井豪執業五十周年而推出的作品之一。在2017年於義大利和法國公開，並在2018年1月13日於日本上映，香港及澳門由羚邦國際代理，於2018年3月22日上映，臺灣由曼迪傳播代理，於2018年3月30日上映。中国大陆于2019年3月8日上映。

## 劇情簡介
故事舞台是《無敵鐵金剛》系列動畫第二作《金剛大魔神》完結後的十年，「光子力」成為世界上主要的能源。曾經所向披靡的無敵鐵金剛駕駛員兜甲兒成為科學家，和弓沙也加一同研究光子力。某日，他們在富士山地底發現巨大機器人無極魔神（インフィニティ、INFINITY）和神秘生命體莉莎（LISA）。與此同時，本以為在十年前被擊倒的邪惡科學家地獄博士現身，率領阿修羅男爵、伯羅肯伯爵和大量機械獸奪取無極魔神，並侵略世界各地的光子力能源設施以啟動它。最先迎戰的劍鐵也落敗被擒，並被當作無極魔神的控制器，為了拯救劍鐵也並阻止地獄博士的陰謀，兜甲兒重披戰袍，駕駛無敵鐵金剛再度出擊。

## 配音名單
| 角色         | 配音員                                   | 中文配音       |
| ------------ | ---------------------------------------- | -------------- |
| 兜甲兒       | 森久保祥太郎                             | 宋昱璁         |
| 弓沙也加     | 茅野愛衣                                 | 劉如蘋         |
| 莉莎（LISA） | 上坂堇                                   | 張乃文         |
| 劍鐵也       | 關俊彥                                   | 陳彥鈞         |
| 兜志郎       | 花江夏樹                                 | 李景唐         |
| 炎純         | 小清水亞美                               | 汪世瑋         |
| 阿強         | 高木涉                                   | 高銘孝         |
| 地獄博士     | 石塚運昇                                 | 陳彥鈞         |
| 伯羅肯伯爵   | 藤原啓治                                 | 宋昱璁         |
| 阿修羅男爵   | 宮迫博之、朴璐美                         | 陳彥鈞、汪世瑋 |
| 弓弦之助     | 森田順平                                 | 高銘孝         |
| 聯合軍司令官 | 石丸博也（該系列電視動畫兜甲兒的配音員） |                |

## 登場機體

### 新國連統合軍
金剛大魔神　　

维纳斯A

無敵鐵金剛

波士机器人

一七式

### 地下帝國
無極魔神

地狱大元帅

阿修罗P1

布罗肯T9

## 音樂
電影配樂由渡边俊幸製作，電影主題曲由水木一郎演唱，片尾曲《The Last Letter》由吉川晃司演唱。

## 出現的遊戲
超級機器人大戰系列
超級機器人大戰X-Ω（Android／iOS）
超級機器人大戰T（PlayStation 4／任天堂Switch）
超級機器人大戰30（PlayStation 4／任天堂Switch／Steam）

## 外部連結
- 『劇場版 マジンガーZ ／ INFINITY』（日語）